# Derby Fort

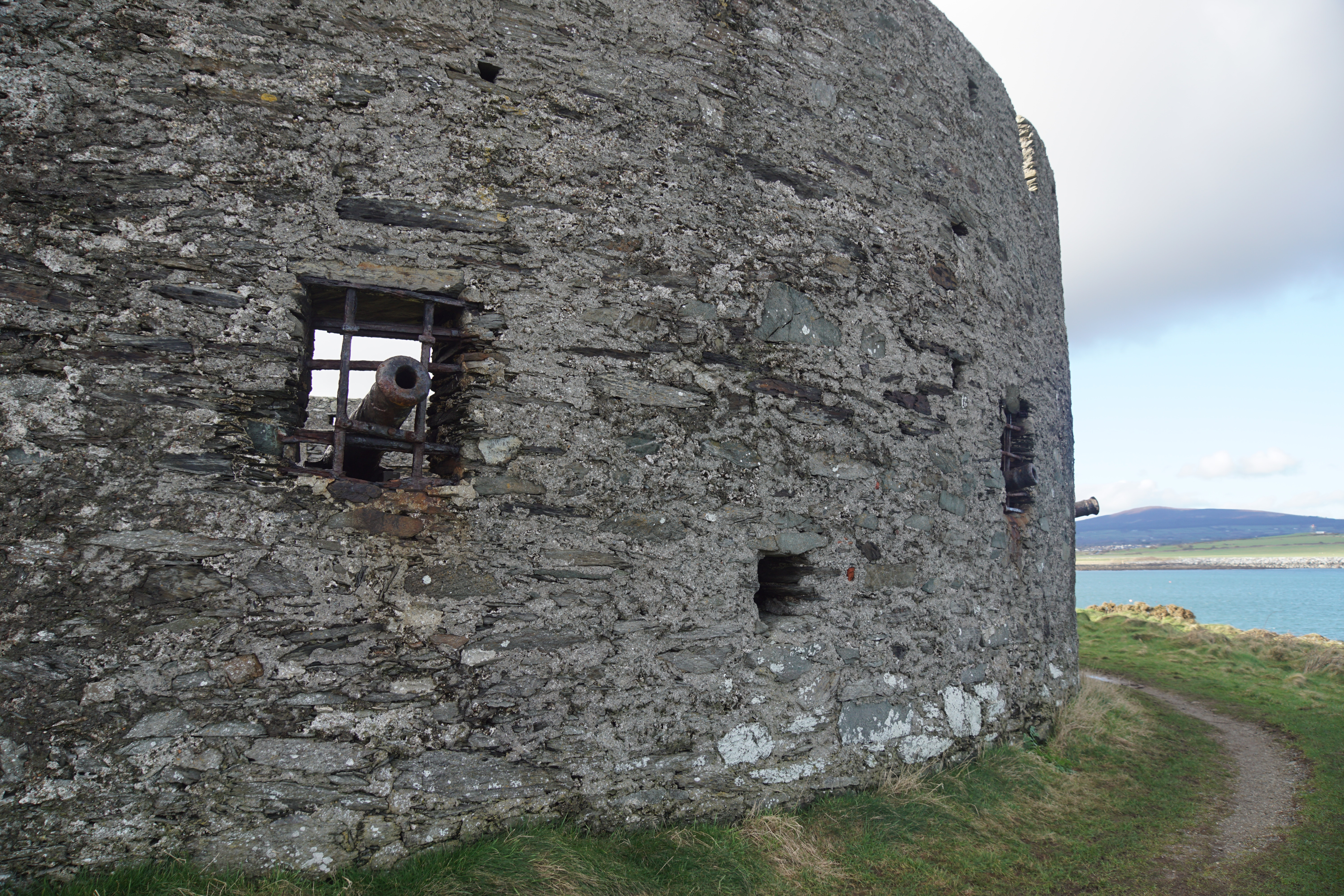
Het fort heeft openingen voor kanonnen.

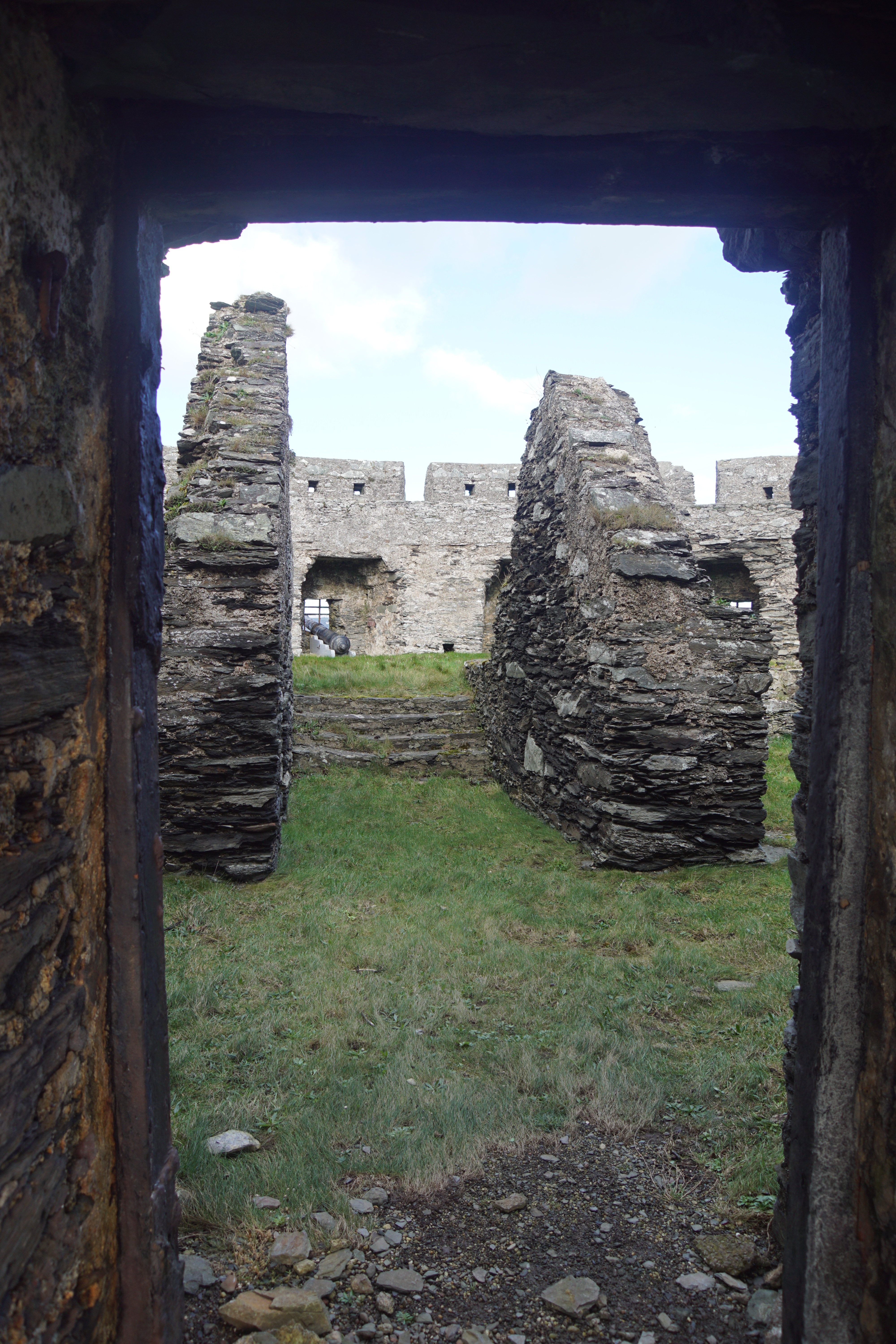
In het fort.

Derby Fort is (de ruïne van) een zestiende-eeuws fort, gelegen op St Michael's Isle (ook wel Fort Island geheten) aan de kust van Derby Haven in de parish van Malew op het eiland Man.

## Geschiedenis
Het Derby Fort werd in de jaren veertig van de zestiende eeuw gebouwd in opdracht van koning Hendrik VIII van Engeland. B.H. St John O'Neill gaat uit van 1536-1542 als bouwperiode gezien de vergelijkbare stijl van andere forten uit die periode.
Het fort maakte deel uit van de kustverdediging en is een van de weinige overgebleven noordelijke forten. Het fort moest de toegang tot Derbyhaven Bay beschermen. Het fort is vermoedelijk een tijd daarna niet gebruikt.
Tijdens de Engelse burgeroorlog in de jaren veertig van de zeventiende eeuw (1645?) liet James Stanley, zevende graaf van Derby en Heer van Man het fort moderniseren. Stanley wilde het eiland Man behouden voor de koning. Hij liet krachtigere kanonnen plaatsen en maakte langs de kantelen schietgaten die door de musketiers gebruikt konden worden. Aangezien de kanonnen steeds krachtiger werden, werd een stenen muur, ook al was deze drie meter dik, bijna niet voldoende geacht om stand te houden tegen beschietingen; aardwerken konden de impact beter opvangen. Daarom liet Stanley ook een aardwerk bouwen iets ten zuidwesten van het fort waarop kanonnen werden geplaatst.
In 1823 werd door Thomas Brine een vuurtoren gebouwd in het fort die tijdens de restauratie van het fort in 1908-1909 door Rigby & Heslop werd afgebroken, waarbij de vloer van het fort van een laag beton werd voorzien en een aantal kanonnen werden geplaatst die afkomstig waren van andere locaties op het eiland.

## Beschrijving
Derby Fort ligt aan de westelijke zijde van St Michael's Isle. Het fort heeft een cirkelvormige plattegrond met een diameter van circa 24 meter. De muren zijn drie meter dik en vijf meter hoog.
Langs de kantelen is er loopruimte van 1,8 meter breed. In de ronde muur zijn zeven openingen voor zeven kanonnen. Een achtste opening is dichtgemaakt en vervangen door een schoorsteen voor een van de ruïneuze gebouwen binnen het fort. Die gebouwen stammen vermoedelijk uit de late zeventiende eeuw en waren vermoedelijk woonverblijven.
Boven de ingang bevindt zich een zandstenen steen die herinnert aan de modernisering die Stanley doorvoerde. Zijn initialen I.S. stonden erop met het jaartal 1647. Van het aardwerk dat Stanley bij het fort liet optrekken is niets meer te zien, al werd de aanwezigheid wel bevestigd door een geofysisch onderzoek in de jaren negentig van de twintigste eeuw. De kanonnen die in de 21e eeuw in het fort te zien zijn, zijn niet de originele kanonnen.

## Beheer
Derby Fort wordt net als St Michael's Chapel op het eiland, beheerd door Manx National Heritage.